# 胡志明思想
胡志明思想（越南语：／）是越南共产党前领导人胡志明提出的思想体系和理论思想。根据越南共产党的说法，胡志明思想是“马克思主义在越南实践中创造性地运用的产物。”在1991年召开的越南共产党第七次全国代表大会上，胡志明思想正式被写入越共的官方文件之中 。